# Francisco Urcola Lazcanotegui
Francisco Urcola Lazcanotegui (San Sebastián 1873-1943), fue un arquitecto neorrenacentista español creador de edificios singulares  como el teatro Victoria Eugenia de San Sebastián o la Plaza de toros Monumental de Sevilla.
Fue académico correspondiente de la Real Academia de Bellas Artes de San Fernando.

## Biografía
Nació en San Sebastián en 1873. Su padre, Manuel Urcola, fue maestro de obras en San Sebastián.
Estudió la carrera de Arquitectura en la Universidad de Barcelona licenciándose en 1899.
Por vicisitudes familiares, siendo soltero tuvo a su cargo a sus sobrinos, hijos de un hermano suyo.  
Fue delegado regio de Bellas Artes en Guipúzcoa, miembro de la Comisión Provincial de Monumentos y arquitecto diocesano.
En febrero de 1930  fue nombrado Diputado provincial de Guipúzcoa, designado por el Gobierno Civil en representación de la Real Sociedad Bascongada de Amigos del País.
En 1926 publicó Monumentos de San Sebastián. Iglesia de San Telmo.
Fue académico correspondiente de la Real Academia de Bellas Artes de San Fernando.
La música ocupó un lugar importante en su vida siendo  un excelente pianista y  amigo íntimo  del compositor José María Usandizaga.
Falleció en San Sebastián en 1943.

## Obras destacadas
En 1902 proyectó la plaza de toros del Chofre en San Sebastián y en 1910 fue autor del edificio La Agrícola de Pamplona.
En 1910, proyectó y construyó el Teatro Victoria Eugenia de San Sebastián. 
Sus fachadas estilo “Renacimiento Español” con los bustos bien tallados en medallones del conde de Peñaflorida, Arriaga, Eslava, Gayarre Gaztambide y Santesteban se complementan con los grupos escultóricos de La Tragedia, La Música, La Danza y La Comedia tallados en piedra dura de Pitillas.

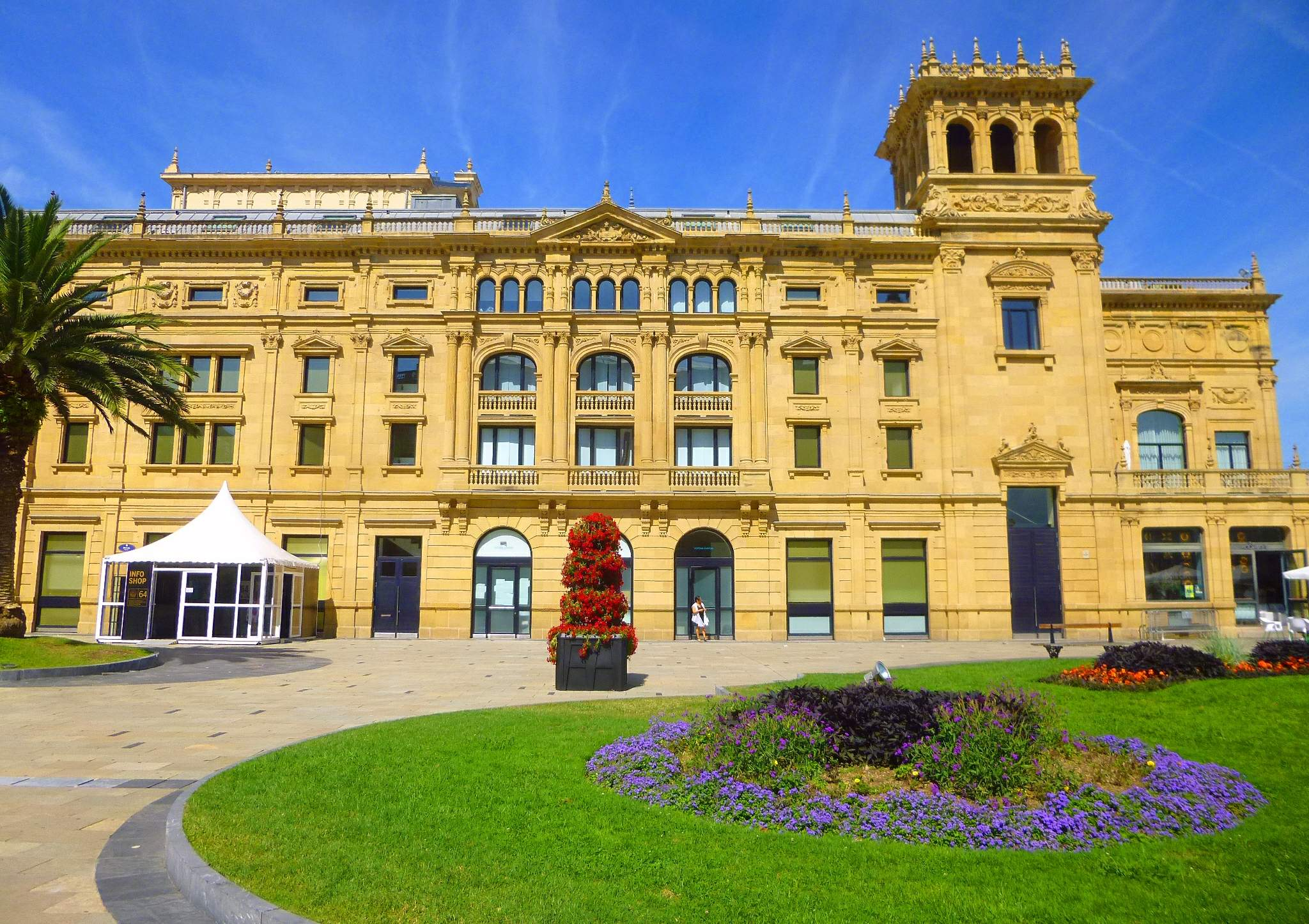
Teatro Victoria Eugenia

El mural de la cúpula del techo obra del pintor Ignacio Ugarte  es una obra pictórica destacada que junto con otras técnicas avanzadas de construcción hizo que fuera un edificio singular en su momento.
Junto con el arquitecto  francés Charles Mewes, dirigió las obras de los hoteles María Cristina de San Sebastián y Ritz de Madrid. 
Asimismo, proyectó y construyó en 1919 la Plaza de Toros Monumental de Sevilla, poco después, en 1922, la de Pamplona.
En 1929, con motivo de la Exposición Universal de Sevilla proyectó  el hotel Alfonso XIII de Sevilla y el   Pabellón Industrial Vascongado que obtuvo el Gran Premio de la Exposición.
En 1930 fue el autor de la ampliación del  Museo de San Telmo.
En San Sebastián proyectó múltiples edificaciones de estilo neo-plateresco en la expansión de la ciudad.